# Društvo Osilniška dolina
Društvo Osilniška dolina je bilo ustanovljeno 2005 in nadaljuje delo in tradicijo Civilnega gibanja za Osilniško dolino, ustanovljenega leta 1993. Deluje kot civilno združenje ljudi iz doline in tistih, ki so se izselili, njihovih potomcev ter prijateljev.

## O društvu in njegovem delovanju
Zavzema se za ohranjanje kulturne identitete doline, zbiranje in ohranjanje etnografskih predmetov, oživlja stare običaje kot je »Petruvu v deželi Petra Klepca« konec junija.
Organizira predavanja in kulturne večere, srečanja ljudi iz doline in njenih prijateljev. Zbrana sredstva so bila namenjena postavitvi likovne galerije Staneta Jarma v Osilnici. Sredstva zbira s članarino, prispevki in donacijami.
Društvo izdaja glasilo »Osilniška dolina«, sodeluje z drugimi društvi in občino v prizadevanjih za oživljanje in razvoj doline ter čezmejno sodelovanje.
Sedež društva je na Grintovcu - Grintovec 6, 1337 Osilnica.
Društvo se zavzema za ohranjanje kulturne dediščine na področjih kot so: 
- Nadaljevati zapis narečja, pripovedi, legend, bajk…
- Zapis običajev in navad ob različnih priložnostih.
- Zapisati ledinska imena in ostala poimenovanja v dolini. Opis vaških znamenitosti
- Opisati delo in življenje vurmoharjev (urarjev) in objaviti kot almanah.
- Spodbujati domačine, da ohranijo stara kmečka orodja in naprave (sušilnice sadja, kotle za žganjekuho...), orodja krošnjarjev ter drugih in jih v domačem okolju razstavijo za oglede.
- Obnoviti kakšen mlin, urediti studenec-izvir ali korito ter tudi kakšno znamenje ali kapelico.
- Zbiranje starih slik in razglednic za izdajo almanaha.